# Prjanik

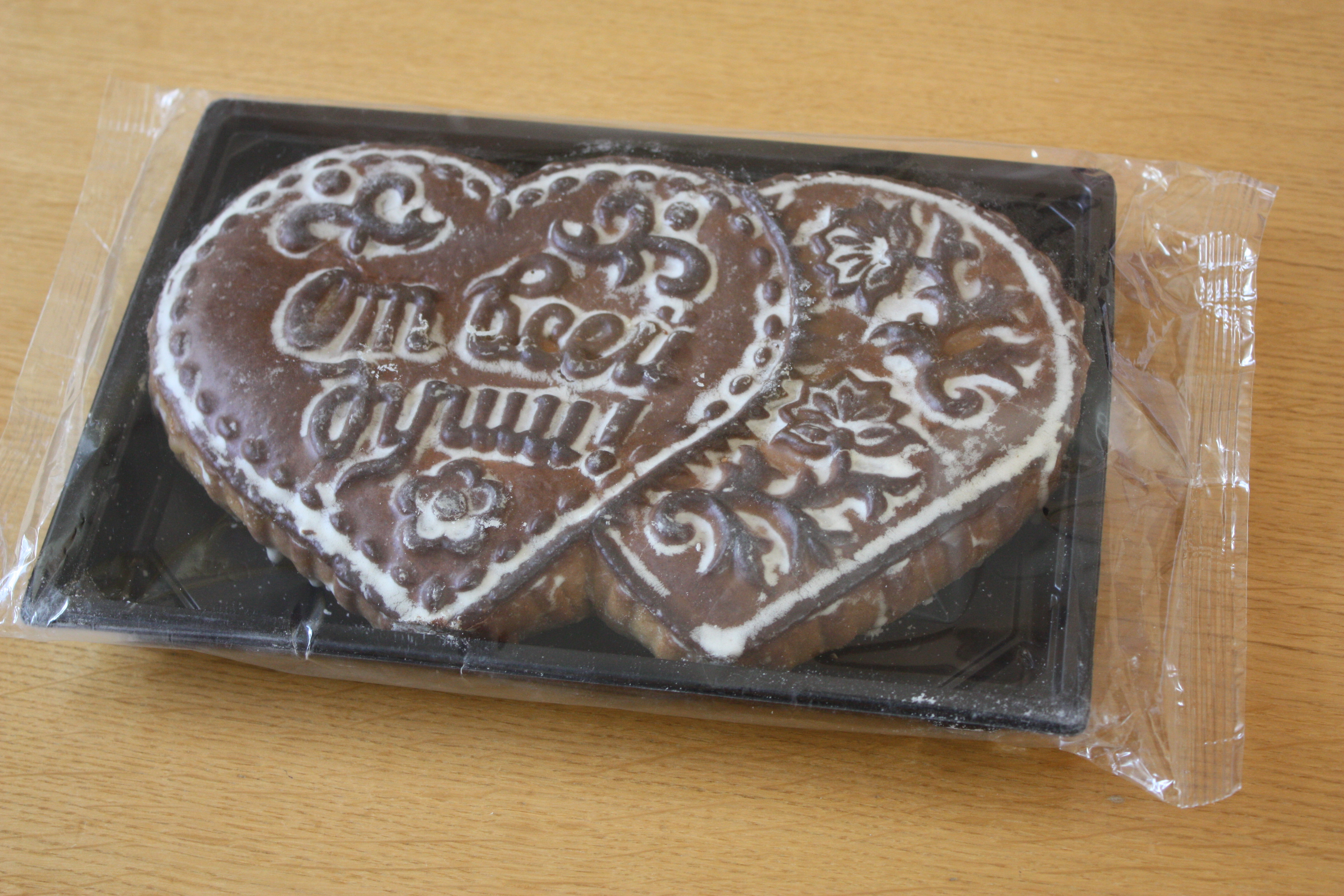
Panforte di Tula confezionato

Il prjanik (in russo Пряник?) è un panforte tipico della città di Tula in Russia.
È di forma rettangolare ed è a base di farina, miele, noci, bacche, uva, spezie (limone, menta, vaniglia, zenzero, anice, cumino, noce moscata, chiodi di garofano) e guarnito con del cioccolato anche come decorazione.
Servito su un grande piatto di portata, è per antonomasia il dolce delle feste.
In Russia le prime notizie riguardanti il panforte risalgono al IX secolo: all'epoca era noto come "pane al miele" e veniva preparato con farina di segale, miele, frutti di bosco e succo di mele.
In seguito, a partire dal XII - XIII secolo aumentarono i contatti commerciali con l'Oriente, dal quale si importavano le spezie, che verranno impiegate nella preparazione del prjanik e di altre pietanze tipiche.
Dal XVIII secolo la produzione di prjanik si è estesa alle città di Perm', Arcangelo, Tver', Novgorod.